# Igreja do Salvador de Lufrei
A Igreja do Salvador de Lufrei, também referida como Mosteiro de Lufrei, Igreja Paroquial de Lufrei e Igreja do Divino Salvador é uma igreja românica situada em Lufrei, no município de Amarante em Portugal. Em 1971 foi classificada como Imóvel de Interesse Público e está integrada na Rota do Românico.